# Montalbán (Carabobo)
Montalbán ist ein Dorf im Westen Carabobos, im Norden Venezuelas.
Es liegt westlich vom Valenciasee und südlich der Karibik-Küste. Montalbán ist Sitz des gleichnamigen des Bezirks (Municipio), hat etwa 20.000 Einwohner und wurde am 17. Januar 1732 gegründet.
Koordinaten: 10° 15′ N, 68° 18′ W
Die Wirtschaft basiert vor allem auf Landwirtschaft.
Als Sehenswürdigkeit ist die Kirche von Montalbán zu erwähnen.

## Persönlichkeiten
- Francisco Antonio Granadillo (1878–1927), römisch-katholischer Geistlicher, Bischof von Valencia en Venezuela